# Classe Bainbridge
Classe Bainbridge identifica um grupo de navios de guerra do tipo contratorpedeiros (em inglês:  destroyers), construídos para a Marinha dos Estados Unidos.

## Origem
A construção dos 13 navios da classe foi autorizada pelo Congresso dos Estados Unidos após a Guerra Hispano-Americana (1898), e construídos entre 1899 e 1903. Todos foram descomissionados em 1920, dois anos após o término da Primeira Guerra Mundial, exceto o Chauncey que naufragou em 1917 em consequência da colisão com o navio mercante britânico S.S. Rose.
O nome da classe e do navio líder é uma homenagem a William Bainbridge (1774 - 1833) comodoro da Marinha dos Estados Unidos, notável por sua atuação na Guerra anglo-americana de 1812.

## Subdivisões da Classe Bainbridge
Algumas fontes identificam os navios Hopkins (DD-6) e Hull (DD-7) como pertencentes a classe Hopkins e os contratorpedeiros Lawrence (DD-8) e Macdonough (DD-9) como pertencentes a classe Lawrence.

## Navios na classe
| Nº na amurada | Nome       | Estaleiro                                        | Batimento de quilha   | Lançamento             | Situação                                                        |
| ------------- | ---------- | ------------------------------------------------ | --------------------- | ---------------------- | --------------------------------------------------------------- |
| DD-1          | Bainbridge | Neafie and Levy Ship and Engine Building Company | 15 de agosto de 1899  | 27 de agosto de 1901   | Vendido para Joseph G. Hitner para conversão em navio mercante. |
| DD-2          | Barry      | Neafie and Levy Ship and Engine Building Company | 1899                  | 22 de março de 1902    | Vendido para Joseph G. Hitner                                   |
| DD-3          | Chauncey   | Neafie and Levy Ship and Engine Building Company | 1899                  | 26 de outubro de 1901  | Afundado em uma colisão com o navio britânico SS Rose em 1917.  |
| DD-4          | Dale       | William R. Trigg Company                         | 1899                  | 24 de julho de 1900    | Vendido para Joseph G. Hitner.                                  |
| DD-5          | Decatur    | William R. Trigg Company                         | 1899                  | 26 de setembro de 1900 | Vendido para Joseph G. Hitner.                                  |
| DD-6          | Hopkins    | Harlan & Hollingsworth Company                   | 1899                  | 24 de abril de 1902    | Vendido para Denton Shore Lumber Co.                            |
| DD-7          | Hull       | Harlan & Hollingsworth Company                   | 1899                  | 21 de junho de 1902    | Vendido para Joseph G. Hitner.                                  |
| DD-8          | Lawrence   | Fore River Ship & Engine Company                 | 10 de abril de 1899   | 7 de novembro de 1900  | Vendido para Joseph G. Hitner.                                  |
| DD-9          | Macdonough | Fore River Ship & Engine Company                 | 10 de abril de 1899   | 24 de dezembro de 1900 | Vendido para Joseph G. Hitner para ser transformado em sucata.  |
| DD-10         | Paul Jones | Union Iron Works                                 | 20 de abril de 1899   | 14 de junho de 1902    | Vendido para Joseph G. Hitner para ser transformado em sucata.  |
| DD-11         | Perry      | Union Iron Works                                 | 19 de abril de 1899   | 27 de outubro de 1900  | Vendido para Joseph G. Hitner para ser transformado em sucata.  |
| DD-12         | Preble     | Union Iron Works                                 | 21 de abril de 1899   | 2 de março de 1901     | Vendido para Joseph G. Hitner para ser transformado em sucata.  |
| DD-13         | Stewart    | Gas Engine and Power Company                     | 24 de janeiro de 1900 | 10 de maio de 1902     | Vendido para Joseph G. Hitner para ser transformado em sucata.  |